# یک زن شوهردار
یک زن شوهردار (به فرانسوی: Une femme mariée) فیلمی است ساختهٔ ژان-لوک گدار، کارگردان فرانسوی، محصول سال ۱۹۶۴. این فیلم هشتمین فیلم بلند داستانی سازنده‌اش است.

## خلاصه داستان
داستان یک زن شوهردار به مطالعه وضعیت زنی به نام شارلوت (با بازی مارشال مریل) می‌پردازد که با مردی (برنار نوئل) به غیر از همسرش رابطه دارد. او باردار می‌شود اما نمی‌داند پدر بچه چه کسی است و باید از میان همسرش (با بازی فیلیپ لروی) و معشوقش یکی را انتخاب کند.

## سبک و درونمایه فیلم
در  زن شوهردار، سبک فیلم‌سازی گدار سی و سه ساله، چه از نظر فلسفی و چه از نظر بصری در حال تغییر بود. او در آستانه نوع جدیدی از سینما قرار داشت که از نظر سیاسی متعهدتر و از نظر ساختاری بی‌پروارتر است. روش قدیمی موج نو دیگر برایش کافی نبود. در این فیلم، آدم‌ها انتزاعی‌اند، گفتگوها بی‌شباهت به بازجویی نیست، مخاطب به‌طور مستقیم طرف خطاب قرار می‌گیرد، نریشن فیلم صدایی زمزمه‌وار است، و بیلبوردها و تصاویر تبلیغاتی همه‌جا حاضرند. از نظر فرم، فیلم بی‌شباهت به کلئو از ۵ تا ۷ نیست، چه از نظر نمایش زندگی روزمره یک زن در یک بازه زمانی محدود و چه از نظر استفاده از تصاویر پاپ برای ابراز موضع سیاسی کارگردان. با این تفاوت که نگاه گدار قضاوت‌گر است در حالی که آنیس واردا تا پایان به‌طور مشخص طرف قهرمان داستانش را نمی‌گیرد.

## سانسور
یک زن شوهردار در زمانی که ساخته شد، به هرزگی متهم شد، موضع آن در برابر رابطه خارج از ازدواج روشن نبود. ارجاع به فیلم به مسئله هولوکاست و مقصر دانستن فرانسه هم به مذاق بسیاری خوش نیامد، از این رو اداره سانسور فرانسه ماه‌ها نمایش این فیلم را به تعویق انداخت. در نهایت گدار که ابتدا نام زن شوهردار (به فرانسوی: Le femme mariée) را برای فیلمش انتخاب کرده بود ناچار شد نام فیلم را به یک زن شوهردار (به فرانسوی: Une femme mariée) تغییر دهد. مقامات فرانسوی بیم داشتند مخاطبان خارجی فیلم تصور کنند که همه ازدواج‌های فرانسوی آن طور است که گدار در فیلمش نشان می‌دهد. پلانی از بیده هم به دلیل سانسور از نسخه نهایی فیلم حذف شد.